# 躍度
躍度（やくど）、加加速度（かかそくど）、 ジャーク (英: jerk, jolt) は、単位時間あたりの加速度の変化率である。
本項目では、角加速度の変化率を意味する角躍度についても紹介する。

## 概要
加速度はベクトル量であるので、躍度も同様にベクトル量となるが、その絶対値を指すこともある。
加速度を a とすれば、定義から躍度 j は a の時間に関する微分
{\displaystyle {\boldsymbol {j}}={\frac {\mathrm {d} {\boldsymbol {a}}}{\mathrm {d} t}}}
で与えられる。
これは、変位を x、速度を v として
{\displaystyle {\boldsymbol {j}}={\frac {\mathrm {d} ^{2}{\boldsymbol {v}}}{\mathrm {d} t^{2}}}={\frac {\mathrm {d} ^{3}{\boldsymbol {x}}}{\mathrm {d} t^{3}}}}
と表すこともできる。
大きな躍度（加速度、力の急激な変化）は、生物に不快感を与えたり、機械装置に対して損傷を与えたりする。特に大きな加速度に対応しなければならない戦闘機のパイロットにとっては、加加速度が大きいと対応しきれずに失神する危険性が高まり、続いて墜落する危険も生じる。
そのため、生体等の運動制御における逆モデルを考える場合、躍度を最小にすることを制御系の束縛条件として与え、不良設定問題に一意解をもたらす方法がある。

## 角躍度
角躍度（かくやくど、英: angular jerk）は、角加速度の変化率を意味する。単位は国際単位系ではラジアン毎秒毎秒毎秒 (rad/s3) で、または度毎秒毎秒毎秒 (deg/s3) が用いられることもある。数式中の記号はギリシア文字のζで表されることが多い。